# 茹基夫卡 (茲古里夫卡區)
50°22′18″N 31°38′35″E / 50.37167°N 31.64306°E
茹基夫卡（烏克蘭語：Жуківка）是位於烏克蘭北部的村莊，由基辅州布羅瓦里區的茲胡里夫卡市鎮負責管轄。該村始建於1772年，面積3.37平方公里，海拔高度129米，2001年人口816，人口密度每平方公里290.6人。